# Heliophanus proszynskii
Heliophanus proszynskii là một loài nhện trong họ Salticidae.
Loài này thuộc chi Heliophanus. Heliophanus proszynskii được Wanda Wesołowska miêu tả năm 2003.